# Schwäbische Alb

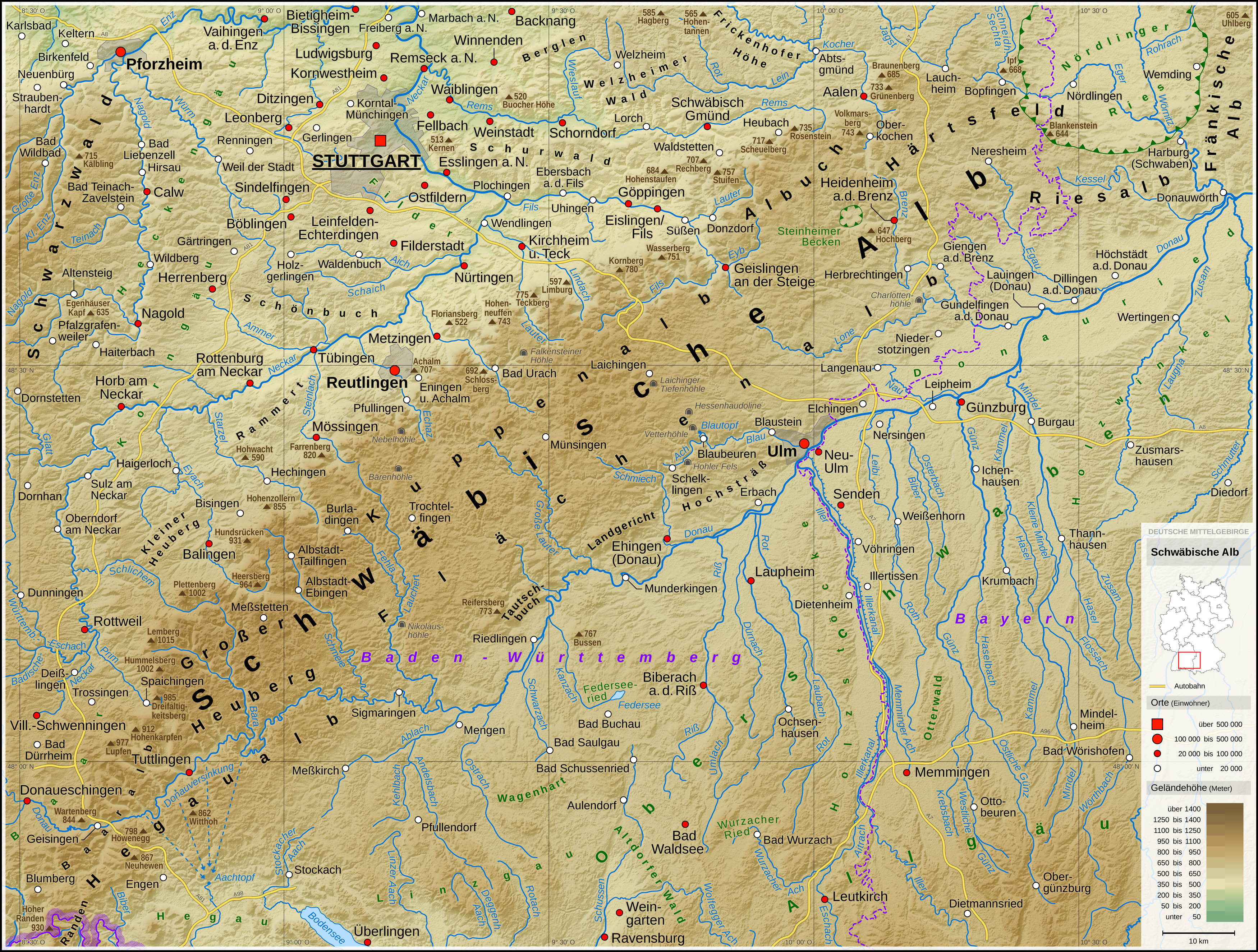
Topografisk karta över Schwäbische Alb.

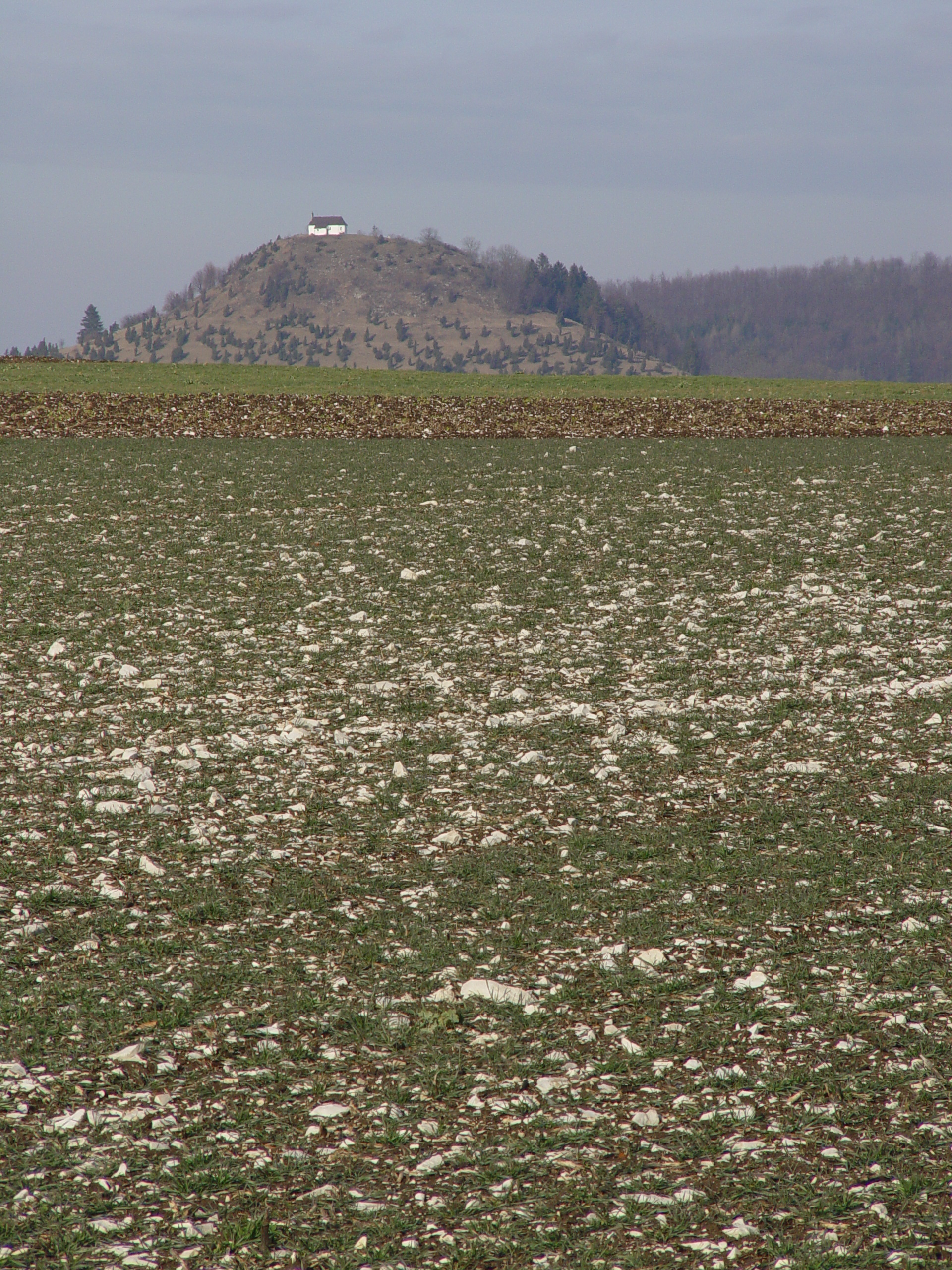
Kornbühl och Salmendinger Kapelle.

Schwäbische Alb (ibland Schwäbischer Jura) är en medelhög bergskedja, huvudsakligen belägen i förbundslandet Baden-Württemberg i sydvästra Tyskland. I nordost går bergskedjan in i Bayern och en mindre del i söder ligger i nordligaste Schweiz. Schwäbische Alb har fått sitt namn efter regionen Schwaben. Det finns goda vandringsleder och möjligheter till klättring. Högsta punkten är Lemberg, 1015 meter över havet.
Sex grottor som ligger i bergstrakten upptogs 2017 av UNESCO som världsarv. I grottorna hittades flera föremål som skapades av tidiga människor under senaste istiden.